# 마이클 밀호언

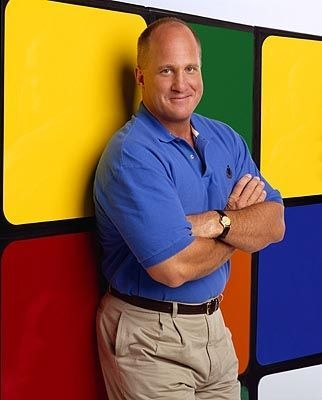

마이클 밀호언(Michael Milhoan, 1957년 12월 19일 ~ )은 미국의 배우, 텔레비전 배우이다.
세인트피터즈버그에서 태어났다.

## 출연 작품

### 영화
- 스피릿 (2008년)
- 더티 디즈 (2005년)
- 대통령의 딸 (2004년) - 락 요원 역
- 콜래트럴 데미지 (2002년)
- 공주와 해병 (2001년)
- 진주만 (2001년)
- 갓, 더 데블 앤 밥 (2000년)
- 아메리칸 버진 (2000년)
- 여기보다 어딘가에 (1999년) - 경찰관 역
- 쉬즈 올 댓 (1999년)
- 모스트 원티드 (1997년)
- 쥬라기 공원 2 - 잃어버린 세계 (1997년)
- A Loss of Innocence (1996)
- 페노메논 (1996년) - 지미 역
- 틴 컵 (1996년) - 분 역
- 파이널 디씨전 (1996년) - 부기장 역
- 크림슨 타이드 (1995년)
- 암드 앤 이노센트 (1994년)
- 비버리힐즈의 아이들 (1990년)
- 코치 (1989년)
- 꿈의 구장 (1989년)
- 비치 걸스 (1982년)

### 텔레비전
- 에이리언 네이션 - TV 시리즈 (1989-90, Alien Nation)
- 솔로몬 가족은 외계인 (1996-98)
- CSI: 과학수사대 (2006)